# Steromphala nivosa
Steromphala nivosa, (precedentemente conosciuta come Gibbula nivosa) è un mollusco gasteropode della famiglia dei Trochidi, endemico dell'isola di Malta.

## Descrizione
La misura della conchiglia varia da 6 mm a 9 mm. La conchiglia a spirale conica presenta una colorazione grigio chiaro con alcune macchie bianche che ricordano fiocchi di neve. La base è circolare e l'imboccatura è quasi rotonda. La columella è flessuosa.

## Distribuzione e habitat
Questa specie è stata rinvenuta nel mar Mediterraneo nei dintorni dell'isola di Malta, su fondali bassi principalmente sotto ciottoli e sassi.